# Heinrich Böll
Heinrich Theodor Böll (Colónia, 21 de dezembro de 1917 — Kreuzau, 16 de julho de 1985) foi um tradutor e escritor alemão, um das mais emblemáticas figuras da literatura alemã do segundo pós-guerra, também chamada literatura dos escombros. Mais conhecido como romancista, foi também autor de contos, poesias e peças teatrais.
Foi laureado com o Nobel de Literatura de 1972.

## Biografia

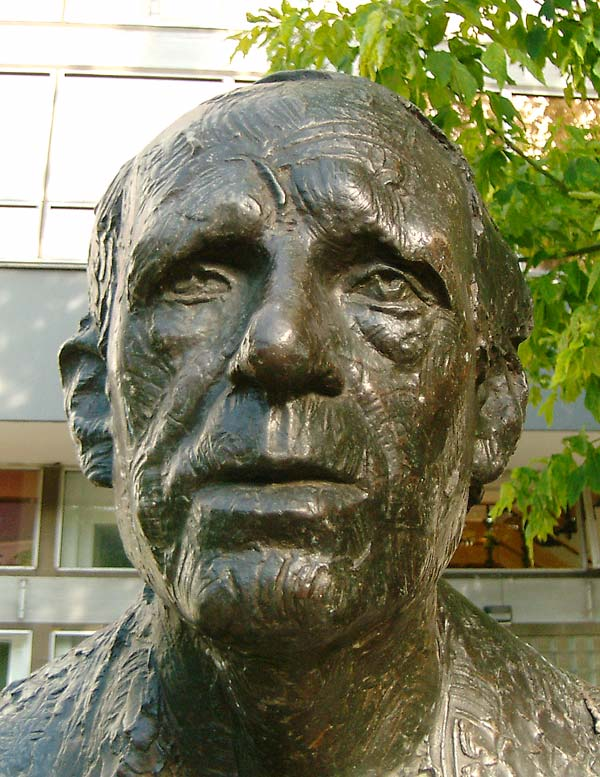
Monumento a Heinrich Böll, em Berlim

Böll nasceu em Colônia, Alemanha, em uma família pacifista católica que mais tarde se opôs à ascensão do nazismo. Recusou-se a participar da Juventude Hitlerista durante a década de 1930. Foi aprendiz de um livreiro antes de estudar alemão, na Universidade de Colônia. Recrutado pela Wehrmacht, serviu na França, Romênia, Hungria e União Soviética, e foi ferido quatro vezes antes de ser capturado pelos americanos, em abril de 1945, e enviado para um campo de prisioneiros de guerra.
Böll passou a se dedicar integralmente à literatura aos 30 anos. Seu primeiro romance, Der Zug war pünktlich (O trem foi pontual), foi publicado em 1949. Muitos outros romances, contos, radionovelas e coletâneas de ensaios se seguiram, e, em 1972, ele recebeu o Prêmio Nobel de Literatura.
Entre 1972 e 1973, foi presidente do PEN International, a associação mundial de escritores e mais antiga organização de direitos humanos.
Sua obra foi traduzida em mais de 30 idiomas, e ele continua sendo um dos escritores mais lidos da Alemanha.

## Obra
- Kreuz ohne Liebe, escrito entre 1946 e 1947, publ. 2002
- Der Zug war pünktlich, 1949
- Das Vermächtnis, escrito entre 1948 e 1949, publ. 1981
- Wanderer, kommst du nach Spa, 1950
- Die schwarzen Schafe, 1951
- Nicht nur zur Weihnachtszeit, 1951
- Wo warst du, Adam?, 1951
- Der Engel schwieg, escrito entre 1949 e 1951, publ. 1992 (trad. portuguesa: O Anjo Silencioso/O Anjo Mudo))
- Und sagte kein einziges Wort, 1953 (trad. portuguesa: E não disse nem mais uma palavra)
- Haus ohne Hüter, 1954 (trad. portuguesa: Casa Indefesa)
- Das Brot der frühen Jahre, 1955
- Irisches Tagebuch, 1957
- Die Spurlosen, 1957
- Doktor Murkes gesammeltes Schweigen, 1958
- Billard um halb zehn, 1959 (trad. portuguesa: Bilhar às nove e meia)
- Unberechenbare, 1960 (trad. portuguesa: Os hóspedes inesperados)
- Ein Schluck Erde, 1962
- Ansichten eines Clowns, 1963 (trad. portuguesa: Pontos de Vista de um Palhaço)
- Entfernung von der Truppe, 1964
- Ende einer Dienstfahrt, 1966 (trad. portuguesa: Fim de uma Viagem)
- Gruppenbild mit Dame, 1971 (trad. portuguesa: Retrato de grupo com senhora)
- Die verlorene Ehre der Katharina Blum, 1974 (trad. portuguesa: A honra perdida de Katharina Blum)
- Fürsorgliche Belagerung, 1979
- Was soll aus dem Jungen bloss werden?, 1981 (trad. portuguesa: O que vai ser do rapaz? : ou qualquer coisa com livros)
- Vermintes Gelände, 1982
- Die Verwundung 1983
- Frauen vor Flusslandschaft, 1985 (edição póstuma)
- Contos Irónicos, 1983 (coletânea bilíngue português-alemão de contos de Böll entre 1950 e 1970)

## Prêmios (seleção)
- 1967 - Prêmio Georg Büchner
- 1972 - Nobel de Literatura

## Cinema e TV
Böll também trabalhou como roteirista e teve alguns de seus livros adaptados para o cinema e a televisão. Entre as adaptações, destacam-se A Honra Perdida de Katharina Blum (dirigido por Volker Schlöndorff e Margarethe von Trotta, em 1975), Não reconciliados (Nicht versöhnt oder Es hilft nur Gewalt wo Gewalt herrscht, adaptação do romance Billard um halb zehn, realizada por Jean-Marie Straub, em 1965) e Ansichten eines Clowns (filme de 1976, dirigido por Vojtech Jasný, com Hanna Schygulla).